# Bolocephalus saussureoides
Bolocephalus saussureoides Hand.-Mazz., 1838 è una specie di pianta della famiglia delle Asteraceae. Questa specie è anche l'unica del genere Bolocephalus Hand.-Mazz., 1838.

## Descrizione
Comprende piante erbacee perenni, non spinose. I fusti sono subscaposi. Nelle radici sono sempre presenti dei condotti resinosi, meno frequenti nelle parti aeree; mentre solamente nelle parti aeree sono presenti delle cellule latticifere.
Le foglie lungo il fusto sono disposte in modo alterno. La lamina è intera o pennatosetta, argenteo-bianca di sotto e glabra di sopra, talvolta la superficie è irsuto-scabra.
Le infiorescenze sono composte da grandi capolini. I capolini contengono solo fiori tubulosi e sono formati da un involucro a forma più o meno cilindrica composto da brattee (o squame) all'interno delle quali un ricettacolo fa da base ai fiori. Le squame dell'involucro, di tipo fogliaceo e densamente lanose (colorate di bianco), sono disposte su più serie in modo embricato. Il ricettacolo a protezione della base dei fiori è provvisto di lunghe setole subulate.
I fiori tubulosi sono tetra-ciclici (ossia sono presenti 4 verticilli: calice – corolla – androceo – gineceo) e pentameri (ogni verticillo ha 5 elementi). I fiori sono ermafroditi e actinomorfi.
- Formula fiorale:

- /x K {\displaystyle \infty }, [C (5), A (5)], G 2 (infero), achenio

- Calice: i sepali del calice sono ridotti ad una coroncina di squame.
- Corolla: la corolla ha i lobi lunghi tre volte il tubo.
- Androceo: gli stami sono 5 con filamenti liberi, glabri e distinti, mentre le antere, provviste di appendici filiformi-acuminate e indivise, sono saldate in un manicotto (o tubo) circondante lo stilo.[10]
- Gineceo: lo stilo è filiforme;  gli stigmi dello stilo sono due, divergenti, lunghi, sottili con apice da troncato a ottuso. L'ovario è infero uniloculare formato da 2 carpelli.

Il frutto è un achenio con un pappo. Gli acheni sono più o meno cilindrici. Il pericarpo dell'achenio possiede delle sclerificazioni radiali spesso provviste di protuberanze. Il pappo, omomorfico, formato da setole è inserito su una piastra apicale all'interno di una anello di tessuto parenchimatico. Le setole sono disposte su più serie (quelle interne sono più lunghe di quelle esterne); sono fragili e connate basalmente in un anello caduco.

## Biologia
- Impollinazione: l'impollinazione avviene tramite insetti (impollinazione entomogama).
- Riproduzione: la fecondazione avviene fondamentalmente tramite l'impollinazione dei fiori (vedi sopra).
- Dispersione: i semi cadendo a terra (dopo essere stati trasportati per alcuni metri dal vento per merito del pappo – disseminazione anemocora) sono successivamente dispersi soprattutto da insetti tipo formiche (disseminazione mirmecoria).

## Distribuzione
La specie di questa voce si trova nel Tibet.

## Tassonomia
La famiglia di appartenenza di questa voce (Asteraceae o Compositae, nomen conservandum) probabilmente originaria del Sud America, è la più numerosa del mondo vegetale, comprende oltre 23.000 specie distribuite su 1.535 generi, oppure 22.750 specie e 1.530 generi secondo altre fonti (una delle checklist più aggiornata elenca fino a 1.679 generi). La famiglia attualmente (2021) è divisa in 16 sottofamiglie.
La tribù Cardueae (della sottofamiglia Carduoideae) a sua volta è suddivisa in 12 sottotribù (la sottotribù Saussureinae è una di queste).

### Filogenesi
Le specie di questo genere in precedenti trattamenti erano descritte all'interno del gruppo informale (provvisorio da un punto di vista tassonomico) "Jurinea-Saussurea Group". In questo gruppo erano descritti principalmente quattro generi: Dolomiaea, Jurinea, Polytaxis e Saussurea. In seguito ad ulteriori ricerche e analisi di tipo filogenetico, allorquando il gruppo ha acquisito la sua denominazione definitiva di sottotribù, si sono aggiunti altri nuovi generi.
La combinazione dei caratteri di questa specie è piuttosto unica all'interno della sottotribù Saussureinae. In passato era descritto all'interno del genere Dolomiaea e probabilmente è strettamente correlato a questo genere e probabilmente anche a Frolovia.